# Партнёр (фильм, 2007)
«Партнёр» (англ. Partner) — кинокомедия, снятая в Болливуде и вышедшая в прокат 20 июля 2007 года, ремейк голливудского фильма «Правила съёма: Метод Хитча». В Индии фильм стал блокбастером, самым успешным фильмом 2007 года и самой успешной комедией в истории Болливуда на момент выхода. В главных ролях снялись звёзды индийского кино Салман Хан и Говинда и Мисс Вселенная 2000 Лара Датта.

## Сюжет
Сюжет за исключением нескольких деталей позаимствован у американского оригинала.
Бухгалтер Бхаскар (Говинда) без памяти влюблён в свою начальницу Прию (Катрина Каиф), но по причине природной робости не может открыться ей. Чтобы побороть стеснительность, он обращается к Прему (Салман Хан) — большому знатоку женщин, который помогает мужчинам добиться благосклонности их избранниц. Так начинается воплощение в жизнь плана по завоеванию сердца Прии. Но и сам Прем наконец встречает женщину своей мечты Наину (Лара Датта).

## Музыкальные сцены на indiafm.com
- Do U Wanna Partner Архивная копия от 30 сентября 2007 на Wayback Machine
- You’Re My Love Архивная копия от 27 сентября 2007 на Wayback Machine
- Maria Maria Архивная копия от 30 сентября 2007 на Wayback Machine
- Dupatta Tera Nau Rang Da Архивная копия от 30 сентября 2007 на Wayback Machine
- Soni De Nakhre Архивная копия от 30 сентября 2007 на Wayback Machine

## Разное
- За день до выхода фильма на экраны Фондом Салмана Хана была организована премьера фильма для детей из малообеспеченных семей.
- По мнению многих критиков болливудский ремейк превзошёл голливудский оригинал.
- Всемирный успех индийской комедии имел и негативные последствия для его создателей: создатели фильма «Правила съёма: Метод Хитча» предъявили им иск на 30 миллионов долларов за плагиат.